# 카틸리나 탄핵

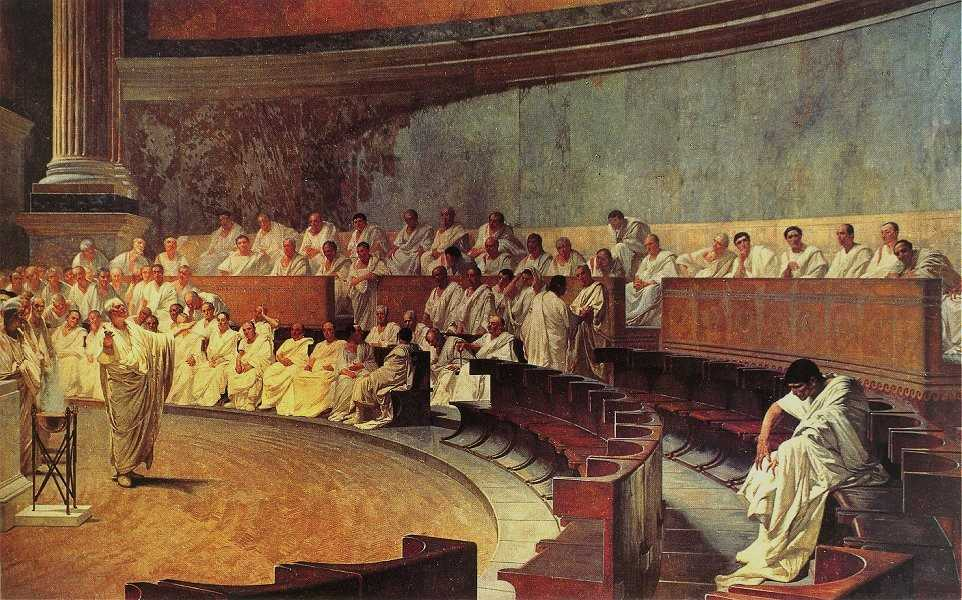

카틸리나 반박문(라틴어: In Catilinam) 또는 카틸리나 탄핵은 기원전 63년에 로마 집정관 마르쿠스 툴리우스 키케로가 발표한 4개의 연설문으로, 루키우스 세르기우스 카틸리나와 그의 들에 의한 로마 정부 전복을 위한 계략을 원로원에 폭로하는 내용으로 되어 있다.

## 카틸리나의 음모와 키케로의 연설
카틸리나는 당시 두 번째로 집정관 후보에 출마했는데, 첫 번째 출마에서 특이한 형태의 명백한 뇌물 수수로 자신의 승리를 확정지으려 하였다가 낙선되었기 때문이다. 이에 분개한 키케로는 독선적으로 이런 모의를 차단하는 법을 제정했다. 그것은 명백히 카틸리나를 견제하기 위한 것이었다. 그 이후 카틸리나와 그 추종자들은 집정관 선거일에 키케로와 다른 요인들을 제거할 계획을 세웠다. 그러나 키케로는 이 계획을 알아채고 이 쿠데타에 대한 원로원 회의를 갖기 위해 선거를 연기했다.
예정된 선거일 이후, 키케로는 이 일을 원로원에 발표했는데, 카틸리나의 반응은 즉각적이었고 또한 난폭했다. 이에 대해 원로원에서는 원로원 최종권고를 발표했는데, 이는 당시 군법에 명시된 선언문의 일종으로, 로마 공화정과 원로원에 반역이나 폭동 등의 위험이 임박했을 때에 발표하는 것이었다. 일반 법률의 효력은 정지되었고, 집정관인 키케로에게는 절대적인 권력이 주어졌다.
집정관 선거가 열리고, 카틸리나는 다시 낙선했다. 이 나쁜 소식을 알아차린 그의 공모자들은 군대를 편성하기 시작했고, 그 중 대부분은 루키우스 코르넬리우스 술라의 정예병들이었다. 이 반란군의 기반에는 일부 원로원 의원도 있었다. 이탈리아 전역에서 반란을 일으키기 위한 이 계획은, 로마를 위험에 빠뜨리고 가능한 한 많은 원로원 의원들을 죽이려는 계획이었다.
카틸리나의 계략 사이에서 키케로는 어떤 일이 일어나고 있었는지 매우 잘 알고 있었다. 11월 8일 키케로는 카피톨리누스 언덕의 유피테르 신전에서의 원로원 회의에 초대됐는데, 이런 회의는 큰 위험이 닥쳤을 때만 열리는 것이었다. 카틸리나는 뻔뻔스럽게도 이 회의에 참석했다. 이때 키케로의 유명한 연설들이 발표되었다.

### 제1차 카틸리나 반박문
제1차 카틸리나 반박문(라틴어: Oratio in Catilinam Prima in Senatu Habita)은 정치적 연설로서는 짧은 편이다(라틴어 원문은 317줄). 그 유명한 첫 부분은 다음과 같다.
| “ | Quo usque tandem abutere, Catilina, patientia nostra? Quam diu etiam furor iste tuus nos eludet? quem ad finem sese effrenata jactabit audacia? (카틸리나여, 그대는 얼마나 우리의 인내력을 시험할 것인가? 우리를 조롱하는 그대의 광기는 얼마나 더 오래 갈 것인가? 그대의 방종한 뻔뻔스러움은 언제서야 끝날 것인가?) | ” |

"Quid facis, Catilina? Quid cogitas? Sentimus magna vitia insidiague tuas.
카틸리나, 당신은 무슨 짓을 하고 있는 것인가? 무슨 생각을 하는 것이요? 우리는 큰 죄악과 배반(음모)를 느낄 수 있소.
O tempora! O mores! Senatus haec intellegit, consul videt. Hic tamen vivit.
오 이 시대여! 오 이 도덕들이여! 원로원은 이것들을 깨닫고 있고, 집정관도 다 알고 있소. 그럼에도 불구하고 이 사람은 살아 있소.
Vivit? Etiam in senatum venit; etiam nunc consilia agere audet; oculis designat ad mortem nos!
그가 살아있다니요? 게다가 원로원에도 와 있다니. 심지어 그는 감히 지금 계획을 실행하려 하고 있소. 눈으로 그는 우리를 죽음을 향해 가리키고 있소.
Et nos, boni viri, nihil facimus! Ad mortem te, Catilina, consul et senatus ducere debent.
그리고 우리, (이) 착한 남자들은 아무것도 하지 않고 있소. 카틸리나! 집정관과 원로원은 당신을 죽음으로 이끌어야만 하오.
Consilium habemus et agere debemus; si nunc non agimus, nos, nos-aperte dico- erramus!
우리는 결정을 내리고 실행에 옮겨야만 하오. 만약 우리가 지금 실행에 옮기지 않는다면, 우리, 우리는 - 내가 공개적으로 말하건데 - 우리는 잘못한 것이오!
Fuge nunc, Catilina, et duc tecum amicos tuos. Nobiscum remanere non potes; non te, non istos, non consilia vestra tolerabo!
지금 도망치시오, 카틸리나! 그리고 당신의 친구들도 당신이 함께 데려가시오. 당신은 우리와 함께 있을 수 없소. 당신도 아니고, 그들도 아니고, 나는 당신들의 계획이 견딜 수 없는 것이오!"
발표 현장에는 카틸리나 본인도 참석해 있었다. 그러나 그가 유피테르 신전에 도착했을 때, 다른 의원들이 자리를 옮겨 카틸리나가 혼자 남게 하였다.  카틸리나는 키케로의 연설에 답변하려 하였으나, 의원들은 그를 저지하고 그를 반역자라 불렀다. 그는 원로원에 대한 험담을 하며 신전을 뛰쳐나왔다. 그 이후 그는 로마 시를 빠져나와 반군 지도자인 만리우스의 캠프에 들어갔다. 다음날 아침 키케로는 사람들을 집합시켜 또 다른 연설문을 발표했다.

### 제2차 카틸리나 반박문
제2차 카틸리나 반박문(라틴어: Oratio in Catilinam Secunda in Senatu Habita ad Populum)에서, 키케로는 카틸리나가 소문과 달리 로마 시를 떠나 반군에 가담했음을 시민들에게 발표했다. 그는 공모자들이 "빚을 진 부자, 부와 권력을 갈망하는 자들, 술라 장군의 정예 병사들, 변화를 희망한 파괴된 자들, 범죄자, 난봉꾼, 카틸리나 일가의 사람들"이라고 설명했다. 그는 시민들에게 집정관인 그와, 신들이 국가를 보호해 줄 것이므로 시민들은 두려워하지 않아도 된다는 것을 약속했다.
그동안 카틸리나는 만리우스가 이끄는 반군에 가담했다. 원로원이 그들의 성장에 대한 보고를 받을 때쯤, 그들은 그 중 둘을 공적(公敵)으로 지목했다. 로마군의 안토니우스는, 키케로가 로마 시를 지키기 위해 시내에 남아있는 동안에 카틸리나를 따랐다. 2차와 3차 반박문 발표 중간에 벌어진 전투 중에, 카틸리나는 패전의 낌새를 알아차렸고, 그 결과 그는 로마 병사들 속으로 뛰어들었는데, 병사들은 그를 즉시 살해했다. 그 때가 기원전 62년이었다. 그 후 키케로는 공모자 다수의 자백 등 문서를 입수하여 시민들에게 발표했다.

### 제3차 카틸리나 반박문
제3차 카틸리나 반박문(라틴어: Oratio in Catilinam Tertia ad Populum)에서 키케로는, 유혈 폭동으로부터 로마 시를 보호한 것에 대한 축하를 촉구했다. 그는 카틸리나의 공모자들이 모두 범행을 자백했다는 증거를 발표했다. 그는 자신에 대해서는 아무것도 요구하지 않고, 이것을 좋은 일로서 기념하자고 하였다. 또한 적이 이민족 등이 아닌 로마 시민이었기 때문에 더욱 어려운 전투였음을 시인했다.

### 제4차 카틸리나 반박문
마지막 제4차 카틸리나 반박문(라틴어: Oratio in Catilinam Quartum in Senatu Habita)에서 키케로는 반역자 처단에 관한 연설의 기초를 확립했다(그 첫 번째가 소(小)카토) 원로원 집정관으로서 키케로의 의견 표출은 금지되었지만, 그는 애매한 연설로써 이를 빠져나올 수 있었다. 실제 토의 내용을 아는 사람은 거의 없음에도 불구하고(원본에서 변형된 키케로의 토의는 제외), 원로원 의원 대부분은 여러 가지 이유로 사형 선고를 꺼렸을 것이고, 특히 그가 집정관이기 때문일 것이다. 그 예로, 율리우스 카이사르가 “귀양과 시민권 박탈은 카틸리나와 그 동조자들에게 충분한 형벌”이라 한 것 등이 있다. 그러나 키케로와 카토가 협력하여 노력한 끝에 투표는 연기되었다.
많은 역사학자들이 키케로의 행동, 특히 로마 공화정을 지켜낸 마지막 4차 연설에 동의하지만, 그가 지방 신인 (라틴어: novus homo, 명문 혈통 출신이 아닌 로마 시민)으로 여겨졌다는 사실에 근거한 것으로 추정되는 그의 자기 확장과 노골적인 확장 욕구에 대해 다시 생각할 필요가 있다고 말하고 있다.

## 같이 보기
- O tempora o mores!